# Dellen
Dellen er navnet på to søer ved byen Delsbo i landskapet Hälsingland i Sverige; Nord-Dellen og Syd-Dellen. De er populære blandt fluefiskere som går efter bækørreder som findes her.
Syd-Dellen har et areal på 52 km² og indeholder 1.226 millioner m³ vand, mens Nord-Dellen har et areal på 82 km² og et volumen på 1.489 millioner m³.
En kort kanal går mellem de to søer, så det er derfor omdiskuteret om de skal regnes som en eller to søer. Hvis de regnes samlet, har de et areal på 130 km², hvilket gør den til den 18. største sø i Sverige.
Søerne er dannet af et nedslagskrater for omkring 89,0 ± 2,7 millioner år siden, i Sen Kridt. Nedslagskrateret måler omkring 19 km i diameter. Dette medførte at bjergarten dellenit blev dannet i området..
Asteroiden 7704 Dellen er opkaldt efter søen.

## Eksterne kilder og henvisninger
1. ↑  Le Maître, R.W. (2002). Igneous rocks: a classification and glossary of terms : recommendations of the International Union of Geological Sciences, Subcommission on the Systematics of Igneous Rocks (2 udgave). Cambridge University Press. s. 72. ISBN 978-0-521-66215-4. Hentet 17. juni 2012.